# 医歯薬出版
医歯薬出版株式会社（いしやくしゅっぱん、Ishiyaku Publishers,Inc.）は、1921年創業の日本の出版社。医学・歯学などの医療系分野を専門とする大手出版社である。
本社は、東京都文京区本駒込1-7-10である。

## 概要
- 月刊誌としては、リハビリテーション、医学系出版社としては、希有な介護（高齢者ケア）のジャンルが目を引くが、「医学のあゆみ」、「さかえ」（2006年より日本糖尿病協会が発売）、「PRACTICE」などの医療に通じた雑誌も長年継続して発行されている。
- 雑誌ではないものの、小児科や看護師についての書籍、ムック、とくに医学部、専門学校などで用いられる教科書、副読本なども発行している。

## 雑誌
- 医学のあゆみ（週刊）
- Medical Technology（月刊）
- 歯界展望（月刊）
- 補綴臨床（隔月刊）
- 歯科技工（月刊）
- デンタルハイジーン（月刊）
- J. of CLINICAL REHABILITATION（月刊）
- 総合ケア（月刊）
- 臨床栄養（月刊）
- PRACTICE（隔月刊）